# Xiana Gómez-Díaz
Xiana Gómez-Díaz (Lugo, 1982) és una realitzadora i artista visual gallega, cofundadora de la productora especialitzada en cinema documental d'autor i vídeo experimental Walkie Talkie Films (2008). En la seva obra i els seus estudis, ha explorat el relat íntim, la construcció de la identitat, els rols de gènere i la comunicació no verbal, així com les qüestions formals de la relació entre la imatge i la música. És doctora en comunicació audiovisual (UAB), i llicenciada en comunicació audiovisual (UAB) i periodisme (Universitat de Southampton). Creadora i productora musical (Ta!, The Adaptation Dance), treballa en obres personals i com a compositora de bandes sonores. La seva obra s'ha inclòs en trobades, mostres d'art, festivals de cinema d'autor i programació de televisions públiques. El 2015 va guanyar el Proyecto X Films del festival de cinema Punto de Vista amb No hablemos de ello. Actualment (2015) treballa en la producció d'aquesta pel·lícula mentre enllesteix el seu primer llargmetratge, Proyecto D, que parteix de la mateixa investigació que una exposició realitzada per l'Institut de Cultura de Barcelona.